# Dorothea Fensak

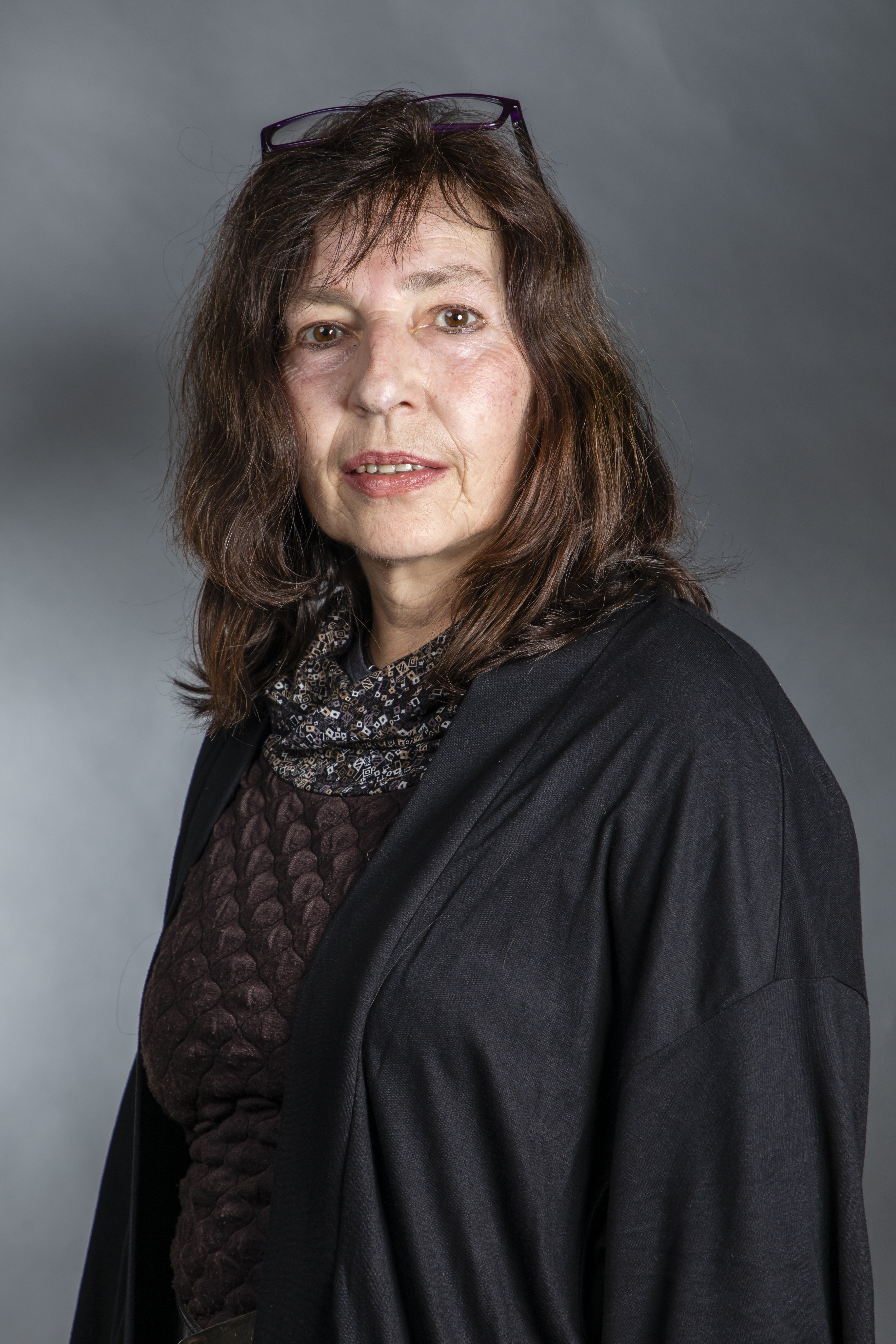
Dorothea Fensak (2019)

Dorothea Fensak (* 1961) ist eine deutsche Rechtsanwältin und Politikerin der Partei Bündnis 90/Die Grünen. Sie war von 2019 bis 2023 Mitglied der Bremischen Bürgerschaft.

## Biografie

### Ausbildung und Beruf
Fensak studierte Rechtswissenschaften. Sie ist als selbstständige Rechtsanwältin seit den 1980er Jahren in Bremerhaven tätig. 

### Politik
Fensak wurde Mitglied der Grünen und ist seit 2015 Sprecherin des Kreisvorstandes Bremerhaven der Grünen.

Sie wurde bei der Bürgerschaftswahl in Bremen 2019 über die Liste von Bremerhaven in die Bremische Bürgerschaft gewählt.

In der Bürgerschaft war sie Mitglied im Betriebsausschuss Performa Nord, in der Deputation für Gesundheit und Verbraucherschutz, der Deputation für Soziales, Jugend und Integration und im Ausschuss für Angelegenheiten der Häfen im Lande Bremen. Sie war Sprecherin für Armutsprävention und für Verbraucherschutz der Grünen. Bei der Bürgerschaftswahl in Bremen 2023 erhielt sie kein Mandat mehr und schied aus der Bürgerschaft aus.
Sie wurde 2019 auch über die Liste der Grünen in die Stadtverordnetenversammlung von Bremerhaven gewählt. 